# يو إف سي 124
يو إف سي 124: سانت بيير ضد كوسشيك 2 (بالإنجليزية: UFC 124: St-Pierre vs. Koscheck 2)‏ هو حدث لفنون القتال المختلطة نظمته يو إف سي، أُقيم في 11 ديسمبر 2010، على بيل سنتر في مونتريال، كيبك، كندا.